# Midnite Lover
Midnite Lover è il quarto album del cantante giamaicano Shaggy.

## Tracce
1. My Dream
2. Perfect Song
3. Tender Love
4. Geenie
5. Sexy Body Girls
6. Piece Of My Heart
7. Think Ah So It Go
8. Midnite Lover
9. Mission
10. Way Back Home
11. John Doe
12. Thank You Lord
13. Piece Of My Heart (Urban Remix)